# 計画1231
計画1231とは水上艦艇と潜水艦を合体させたもので、1960年代にソビエト連邦で開発されたものである。「ディルフィン」(Russian: Дельфин) や「潜航ミサイル艇」として知られ、根本的に新しい艦種を表現した。これはミサイル艇に水上での相当な速力を与え、さらに潜航能力や水面下での移動能力を加えている。
計画1231を製造するというアイデアはソビエト連邦の最高指導者ニキータ・フルシチョフに端を発するとされる。彼はバラクラヴァの海軍基地を訪問中、潜水艦とミサイル艇が隣同士に並んでいるのを視察した。彼は艦隊全てを潜航可能とすることで、核戦争という事態の中で確実に隠れていられると想像した。フルシチョフは飛行、潜航、潜没が可能な艦艇を作るよう独自に指示を出した。設計者たちはフルシチョフの求めた内容、つまり潜航や航走機能を持つ実用的な航空機を作ることは不可能な事であると説得した。計画1231は計画662で研究された、潜航可能な艦艇の結果に基づいている。特に計画662の経験から、水上時の速力を大きく増すために水中翼の採用に至った。
計画1231の作業はフルシチョフが1964年に地位を去ったのちに中止となった。試作艇は製造されておらず、設計は破棄された。E・A・アフラメーエフによれば、計画1231は設計者の英雄的な努力にもかかわらず、実際に行ってみるチャンスはなかった。

## 以前の計画
E・A・アフラメーエフによれば、似たような潜航艇の最初の実用的な計画案はヴァレリアン・ブレジンスキーが提案している。1939年、レニングラード（現 サンクトペテルブルク）に置かれた「工場196」内の、NKVDの特殊戦術部門において、彼は潜航魚雷艇「M-400フレア」を開発した。このボートは浮上時の排水量が35.3t、速力は33ノットで、潜航時の排水量は74t、速力は11ノットになった。
武装は450mm魚雷発射管を2本装備し、機関銃を1挺装備した。動力は2基のディーゼルエンジンから得た。潜航時、これらは閉ループシステムで稼動する。意図していた戦術運用は敵の水面下に近寄り、魚雷を一斉発射して浮上、すみやかに撤退するものである。魚雷艇の建造は1939年と1941年に開始され、進捗は60%に達した。
計画はレニングラード包囲戦の最中に一時延期され、さらに砲撃で被害を受けたために計画が完全に打ち切られた。
潜航魚雷艇の開発は1950年代の終わりに662計画の形をとって再び続けられたが、浮上時の速力が32ノットと低速であるためこれも却下された。水中翼の採用によって速力を45-50ノットに増強したものの、航続距離が受け入れがたいほどに減少した。水面下での速力はわずかに5、6ノットであり、この計画は戦闘に適さないものと判断された。

## 書籍
- Афрамеев, Э. А. (1998) (ロシア語). Проект 1231 опытного малого погружающегося ракетного корабля (Project 1231 - Experimental submersible missile boat). 2. pp. 22–28 2013年2月26日閲覧。.
- (ロシア語) Афрамеев Э. А. Ныряющие катера-ракетоносцы, журнал «Военный парад» (1998), 3,  pp. 77–81.
- (ロシア語) Афрамеев Э. А. Проектный эксперимент: быстроходный катер — подводная лодка , Судостроение, 1999 4: pp:23-26. ISSN 0039-4580
- Афрамеев, Э. А. (2001年). “Секретное Оружие ХХ Века (Secret Weapons of the 20th Century)” (ロシア語). Тихоокеанская звезда.  オリジナルの2012年11月28日時点におけるアーカイブ。 2013年2月26日閲覧。
- (ロシア語) Широкорад А. Б. Оружие отечественного флота, АСТ/Харвест (Minsk/Moscow), 2001, p. 681
- (ロシア語) Подводные лодки России ("Russian Submarines"), ЦКБ МТ «Рубин» (St Petersburg), 1996, volume IV
- “Проект 1231 "Дельфин"” (ロシア語). 2021年3月4日閲覧。
- “Энциклопедия кораблей. Ныряющий катер” (ロシア語). 2021年3月4日閲覧。